# Manatuto
Manatuto es una ciudad costera de Timor Oriental, situada a 87 km al este de Dili, la capital del país. La ciudad de Manatuto tiene 12.000 habitantes y es la capital del distrito homónimo.
- Datos: Q1011873
- Multimedia: Manatuto (city) / Q1011873